# Emmanuel presenta
Emmanuel presenta es el nombre del decimosexto álbum del cantante mexicano Emmanuel. Se lanzó al mercado por Universal Music el 22 de abril de 2003. El disco viene como un álbum doble, en el cual el primer disco tiene 11 temas producidos por Ruffinengo, por otro lado, el segundo disco incluye remezclas a cargo de DJs como Robbie Rivera, Roger Sánchez, DJ Dero o Mijangos.

## Lista de canciones
Disco 1
1. . Falsaria - 4:13
2. . El Bodeguero - 3:42
3. . Suavecito... Mi Linda - 4:38
4. . Amalia Batista - 3:31
5. . Quizás, Quizás, Quizás - 3:42
6. . Piel Canela - 4:09
7. . La Bamba - 4:07
8. . Pedro Navaja - 5:12
9. . Perdón - 3:31
10. . Guajira - 4:04
11. . Acércate Más - 3:12
12. . Pedro Navaja... Reprise - 1:24

Disco 2
1. . Mix Session Emmanuel - 25:13
2. . ¡Que No Se Acabe! - 13:07
3. . Guajira - Sánchez Salsero Mix - 7:20
4. . El Bodeguero - Café del Mar Club - 9:00
5. . Falsaria - Albert Cabrera 12 Inch Mix - 7:48
6. . Suavecito - Robbie Rivera Club Mix - 7:53
7. . Perdón - DJ Dero Remix - 6:27

- Datos: Q5831557